# Гринченко Дмитро Олександрович
Дмитро Олександрович Гринченко — український боксер-любитель, майстер спорту України міжнародного класу, фіналіст чемпіонату України 2012 року, учасник всесвітньої серії боксу за команду «Українські отамани», Вице-чемпион Європи (2012) у вазі до 64 кг серед військовослужбовців. Тренується під керівництвом Богдана Гончара у Кременчуцькій СДЮШОР. Навчається у КНУ ім. Остроградського.

## Турнір у Мінську
З 18 по 24 липня 2011 року у Мінську пройшов етап турніру, у якому брали участь більше 100 боксерів з 11 країн. Серед 8 українців у ваговій категорії до 64 кг виступав Дмитро Гринченко, За очками 3:2 переміг призера чемпіонату світу Синкера Якупа з Туреччини. У півфіналі Дмитро вийшов на ринг проти росіянина Віталія Дунайцева, чемпіона Європи 2009 року, чемпіона Росії 2010 року. З мінімальною перевагою 4:3 сильнішим визнали російського боксера. За результатами змагань Дмитро Гринченко отримав бронзову нагороду.

## 46-й Міжнародний турнір пам'яті сталевара Макара Мазая
З 2 по 7 липня 2012 року у Маріуполі пройшов 46-й Міжнародний турнір класу «А» пам'яті сталевара Макара Мазая. У ваговій категорії до 64 кг у змаганнях взяв участь і Гринченко Дмитро. У півфіналі Дмитро здобув перемогу у бою з боксером з Казахстану, а у фіналі виявився сильнішим за боксера з Хмельницька, чемпіона України 2011 року, учасника Чемпіонату Європи — Агонеляна Мігеля. У підсумку Дмитро виграв всі чотири бої і завоював 1-е місце.

## Чемпіонат Європи 2012
Дмитро у своїй ваговій категорії до 64 кг успішно провів попередні бої, діставшись до півфіналу. У півфіналі зустрівся з німецьким боксером, майстром спортом міжнародного класу, дворазовим чемпіоном Німеччини і переміг з рахунком 9:8. У фіналі на українця чекав боксер з Білорусі, дворазовий срібний призер чемпіонату світу. Дмитро поступився з рахунком 14:9 і таким чином став срібним призером цих змагань.